# جيه. مايلز ديل
جيه. مايلز ديل (بالإنجليزية: J. Miles Dale)‏ هو منتج ومخرج سينمائي وتليفزيوني كندي،  اشتهر بإنتاج فيلم «شكل الماء» والذي نال استحسان النقاد وفاز عنه بجائزة الأوسكار لأفضل فيلم في حفل توزيع جوائز الأوسكار التسعون.
ولد في تورونتو في أونتاريو، ووالده جيمي ديل وهو موسيقي جاز كندي ولد في بريطانيا. انتقل والده إلى هوليوود حيث عمل كمخرج موسيقى لعدد من البرامج التليفزيونية. ثم عادت العائلة إلى تورنتو في منتصف السبعينيات، وتخرج مايلز من مدرسة جارفيس كوليجيت الثانوية. التحق بجامعة تورنتو لمدة عام ثم انتقل بعد ذلك إلى جامعة كولومبيا البريطانية قبل تركها للانضمام إلى صناعة السينما.

## أفلامه
| العام | الفيلم                                       | المنصب | المنصب    | المنصب | ملاحظة |
| العام | الفيلم                                       | منتج   | منتج منفذ | مخرج   | ملاحظة |
| ----- | -------------------------------------------- | ------ | --------- | ------ | --- |
| 2001  | رجل هارفارد                                  | نعم    | لا        | لا     | |
| 2002  | الجماجم II                                   | نعم    | لا        | لا     | |
| 2003  | عاصفة الثلج                                  | نعم    | لا        | لا     | |
| 2004  | الجماجم III                                  | نعم    | لا        | نعم    | |
| 2004  | هارولد وكومار يذهبان إلى مطعم القلعة البيضاء | نعم    | لا        | لا     | |
| 2006  | هوليوودلاند                                  | لا     | نعم       | جُزئيٌّ   | |
| 2007  | تحدث معي                                     | لا     | نعم       | جُزئيٌّ   | |
| 2008  | بونتيبول                                     | لا     | نعم       | لا     | |
| 2008  | وهج العبقرية                                 | لا     | نعم       | جُزئيٌّ   | |
| 2009  | الحب ممكن                                    | لا     | نعم       | جُزئيٌّ   | |
| 2010  | سكوت بيلجرام يواجه العالم                    | لا     | نعم       | لا     | |
| 2011  | الشيء                                        | لا     | نعم       | جُزئيٌّ   | |
| 2012  | العهد                                        | لا     | نعم       | لا     | |
| 2013  | ماما                                         | نعم    | لا        | لا     | |
| 2013  | كاري                                         | لا     | نعم       | لا     | |
| 2014  | الحب اللانهائي                               | لا     | نعم       | لا     | |
| 2017  | شكل الماء                                    | نعم    | لا        | لا     | جائزة الأوسكار لأفضل فيلم جائزة نقابة المنتجين الأمريكية لأفضل فيلم مسرحي ترشح–جائزة البافتا لأفضل فيلم ترشح–جائزة غولد ديربي لأفضل فيلم ترشح–جوائز السينما والتلفزيون الأيرلندية الخامسة عشرة |
| 2019  | قصص مخيفة تحكى في الظلام                     | نعم    | لا        | لا     | |
| 2021  | آنتليرز                                      | نعم    | لا        | لا     | |
| 2021  | زقاق الكوابيس                                | نعم    | لا        | لا     | ترشح-جائزة الأوسكار لأفضل فيلم |

## وصلات خارجية
- جيه. مايلز ديل على موقع IMDb (الإنجليزية)
- جيه. مايلز ديل على موقع بوكس أوفيس موجو (الإنجليزية)
- جيه. مايلز ديل على موقع قاعدة بيانات الفيلم (الإنجليزية)

لم يتم العثور على روابط لمواقع التواصل الاجتماعي.